# Gettorf
Gettorf település Németországban, Schleswig-Holstein tartományban. Lakosainak száma 7737 fő (2023. december 31.).

## Népesség
A település népességének változása:
| Lakosok száma | 4523 | 7427 | 7457 | 7528 | 7602 | 7708 | 7737 |
|               | 1975 | 2017 | 2018 | 2019 | 2021 | 2022 | 2023 |